# Zelleria hemixipha
Zelleria hemixipha là một loài bướm đêm thuộc họ Yponomeutidae. Nó được tìm thấy ở Úc.